# Leucoloma ecaudatum
Leucoloma ecaudatum är en bladmossart som beskrevs av Kindberg 1889. Leucoloma ecaudatum ingår i släktet Leucoloma och familjen Dicranaceae. Inga underarter finns listade i Catalogue of Life.